# Nonnenwerth

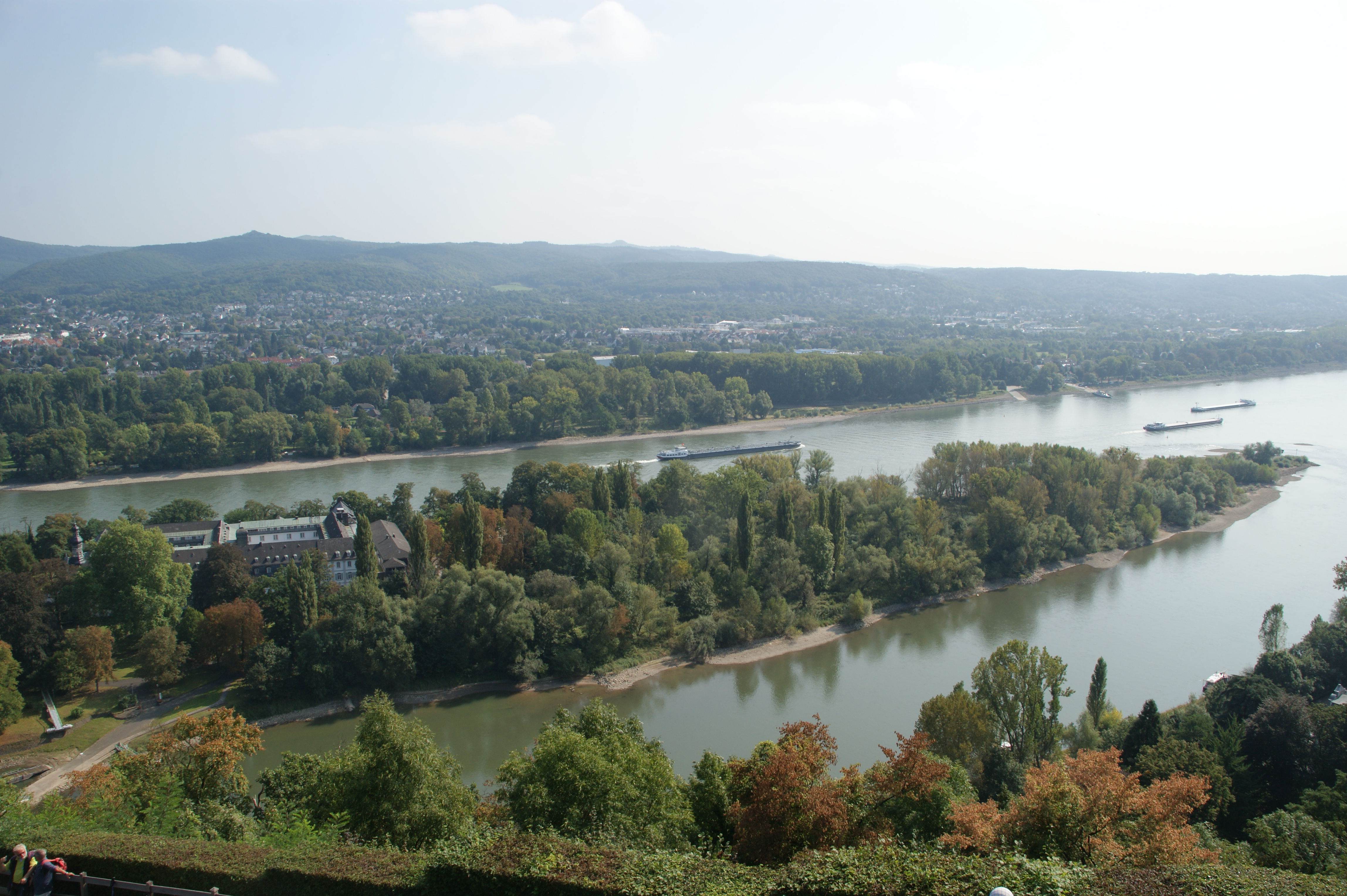
Südhälfte der Insel Nonnenwerth vom Rolandsbogen aus gesehen

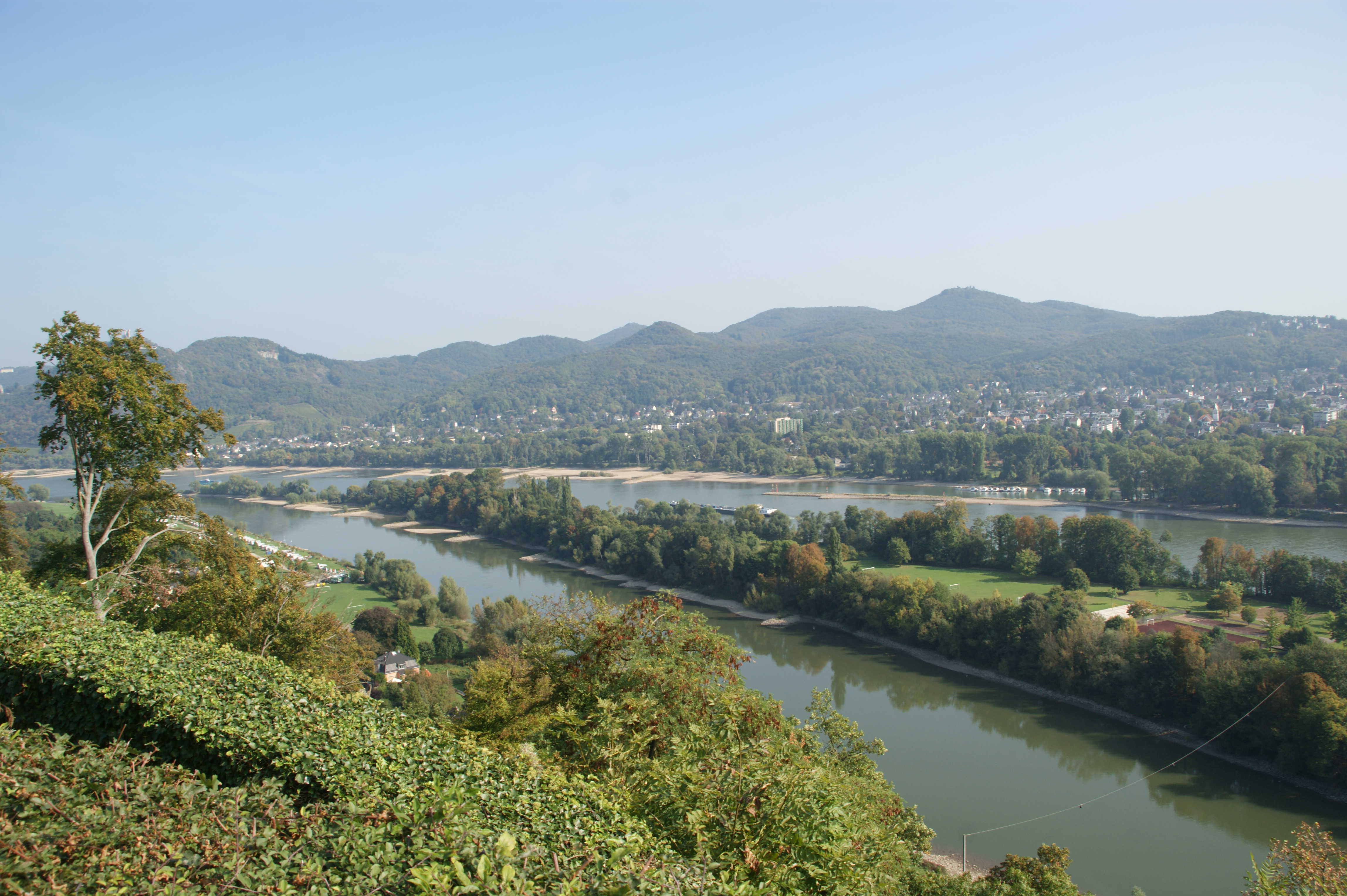
Nordhälfte der Insel Nonnenwerth

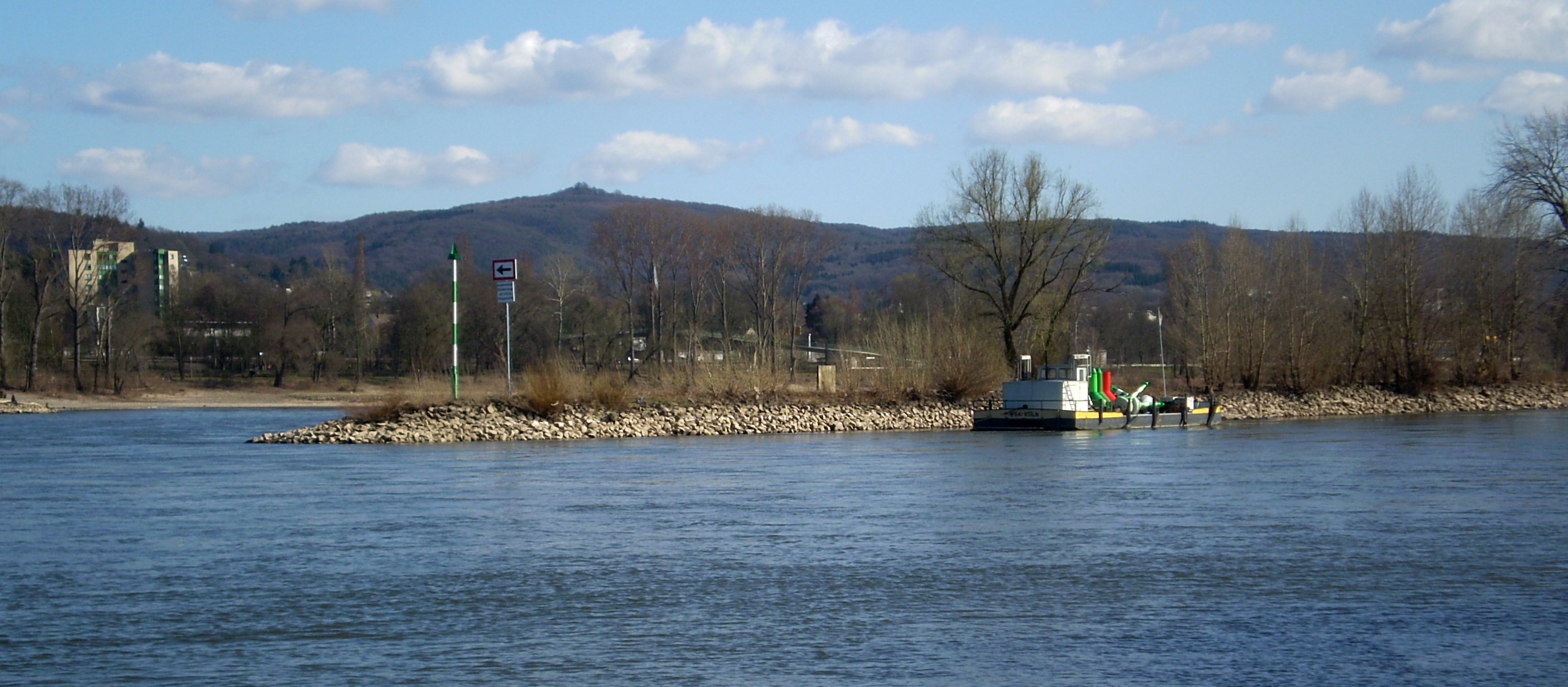
Nordspitze der Insel im Bonner Ortsteil Mehlem

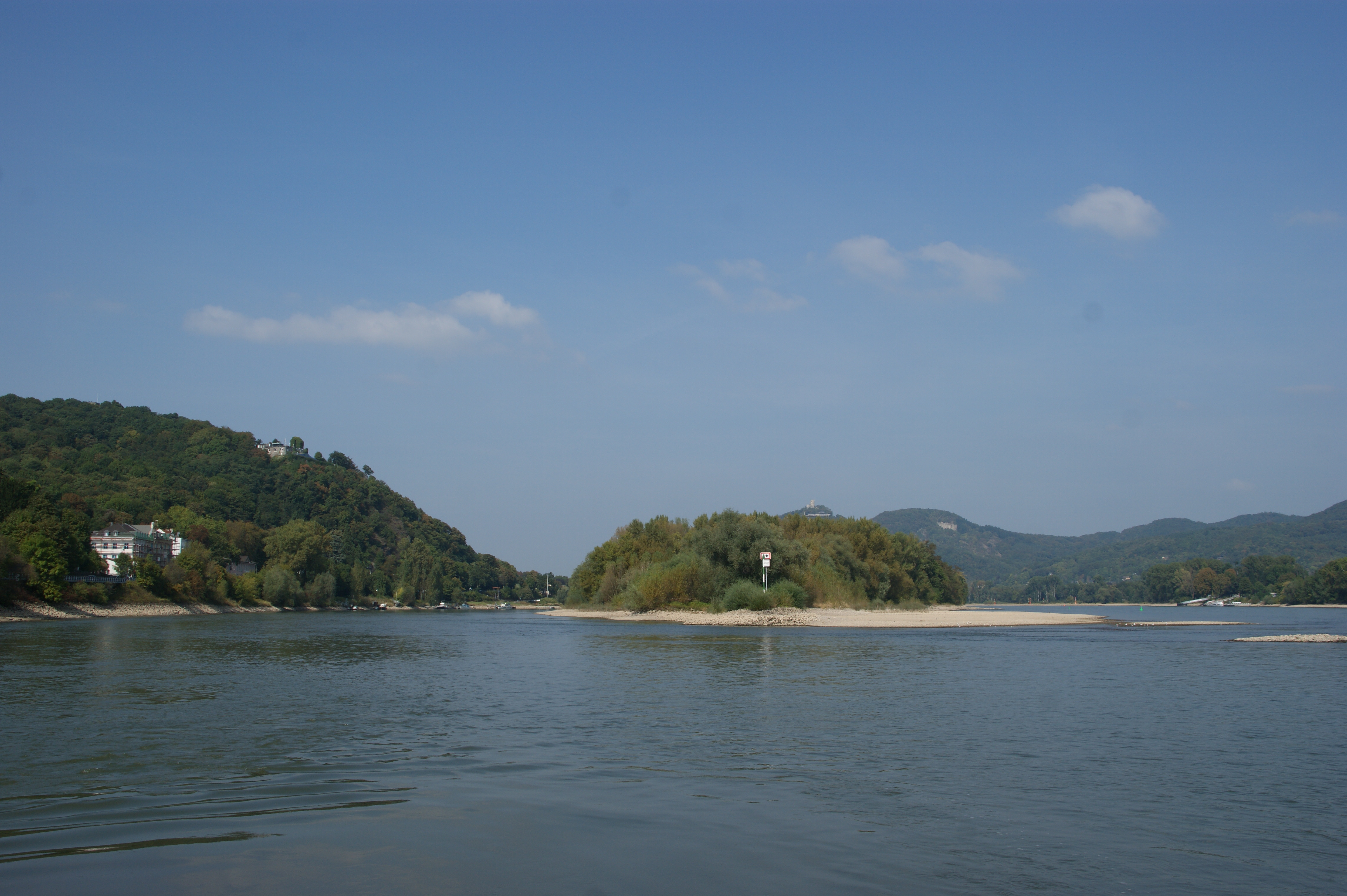
Südspitze der Insel bei Rolandseck

Nonnenwerth (früher auch Rolandswerth) ist eine Rheininsel zwischen Rolandswerth und Bad Honnef (Stromkilometer 642) gegenüber der Insel Grafenwerth und gegenüber von Rolandseck.
Die Insel ist seit Anfang des 12. Jahrhunderts mit Unterbrechungen Standort eines Klosters, das von den Benediktinerinnen gegründet und 1854 von den Franziskanerinnen übernommen wurde. Seitdem beherbergte das Kloster auch eine franziskanische Bildungsanstalt, die als Mädchenpensionat begann und später zum allgemeinbildenden Gymnasium wurde. Im Jahr 2020 erfolgte die Privatisierung der Insel und der Schule. 2021 wurde das Kloster und 2022 die Schule geschlossen.

## Geographie
Die Insel Nonnenwerth ist rund zwei Kilometer lang und an der breitesten Stelle knapp 180 Meter breit. Der Hauptteil mit den Kloster- und Schulanlagen befindet sich auf dem Gebiet der linksrheinischen Stadt Remagen im rheinland-pfälzischen Landkreis Ahrweiler. Innerhalb Remagens ist der Hauptteil mit dem Wohnplatz Insel Nonnenwerth dem Ortsbezirk Rolandswerth zuzurechnen, der Südteil auf Höhe von Rolandseck dem Ortsbezirk Oberwinter. Der schmale, etwa sieben Meter breite und 300 Meter lange nördlichste Teil der Insel liegt auf dem Gebiet des Bonner Ortsteils Mehlem im Stadtbezirk Bad Godesberg und gehört somit zu Nordrhein-Westfalen. Auf der anderen Seite des Rheins (Hauptstrom) befindet sich die kürzere, aber deutlich breitere Insel Grafenwerth, die zum Stadtgebiet von Bad Honnef gehört. Zwischen beiden Inseln verläuft die gemeinsame Grenze der bereits genannten Länder. Südlich von Nonnenwerth setzt bei Stromkilometer 640 eine Rheinfähre vom Bad Honnefer Lohfeld nach Rolandseck über.
Die Insel befindet sich orographisch links bzw. westlich des Hauptstroms des Flusses in der sogenannten Nonnenwerther Stromspaltung des Rheins, der sich dort zu drei (früher vermutlich: vier) Armen aufweitet. Die Stromspaltung wurde im 19. Jahrhundert umfassend verändert, wobei die Insel Nonnenwerth 1866/67 ihre heutige Nordspitze und 1870–1872 ihre heutige Südspitze jeweils als 400–500 m langes Richt- bzw. Separationswerk erhielt. Das durch die 1882–1884 an der Südspitze errichteten Buhnen abgedeckte Gebiet wurde später Teil der Landmasse der Insel. Bereits 1852 war es am unteren Inselende als Reaktion auf schwere Abbrüche durch ein Hochwasser aus dem Jahr 1845 zu Befestigungsmaßnahmen gekommen. Im Zuge der Rheinregulierung plante die Preußische Rheinstrombauverwaltung ab den 1850er-Jahren die Einrichtung eines Schutzhafens im Altarm der Insel Grafenwerth. Die dazu notwendige Schließung des Altarms hätte den Wasserdruck im Hauptstrom erheblich ansteigen lassen mit der Folge einer Überspülung der Insel Nonnenwerth.
Morphologisch liegt die Insel unmittelbar vor dem Austritt des Rheins aus dem
Rheinischen Schiefergebirge in die Niederrheinische Bucht und damit am Beginn des Übergangs vom Mittelrhein in den Niederrhein. Naturräumlich ist sie der Honnefer Talweitung zuzurechnen, die sich linksrheinisch durch ein bis über 100 m hohes Steilufer kennzeichnet, dem rechtsrheinisch ein wesentlich breiterer, halbmondartig aufgeweiteter Talbereich gegenüberliegt. In geologischer Hinsicht gehört die Insel zu der Jüngeren Niederterrasse des Rheins, deren Ablagerungen im Wesentlichen aus Kies und Sand bestehen. Auf Nonnenwerth sind im Südteil sowie an der Nordspitze Reste von Weiden-Flussauenwäldern sowie schützenswerte Einzelbäume erhalten. Vorhandene Ulmenbestände der Insel fielen dem allgemeinen Ulmensterben zum Opfer. Der Biotopkomplex Rheininsel Nonnenwerth umfasst eine Fläche von etwa 18 ha und wird als „von teilweise internationaler Bedeutung“ eingestuft.

## Geschichte

### Das Benediktinerinnenkloster
Nach einer Urkunde vom 1. August 1126 wurde vermutlich im Jahr 1112 oder 1122 durch Abt Cuno von Siegburg ein Kloster der Benediktinerinnen auf der damaligen Insel Ruleicheswerd (Rolandswerth) gegründet. Die Klosteranlage bestand aus mehreren Gebäuden, die sich um die durch einen markanten Westturm auffallende Klosterkirche gruppierten. Der Bau erfolgte gemeinsam mit dem der nahe über dem Rhein gelegenen Burg Rolandseck. Unterstützt wurde die Gründung des Frauenklosters durch den Kölner Erzbischof Friedrich I. von Schwarzenburg, der damit einen Mangel an Konventen im Erzbistum Köln beheben wollte. Rolandswerth war das erste Frauenkloster, das zur Siegburger Reform gehörte. 1148 wurde die Insel in einer Urkunde von Erzbischof Arnold I. von Köln Insula Beatae Mariae Virginis („Marienwerth“) genannt, weitere Erwähnungen erfolgten unter den Schreibweisen Rulecheswerde (1158), Ruleigeswerde (1170/71), Ruleiswerde (1171/72), Ruleicswerde (1187), Ruleckeswerde und Rulin(c)swerd(e). Ende des 12. Jahrhunderts lautete der Name in einem Klostersiegel Ruling(e)swerd(e) und nach 1280 erstmals Rulandswerde, Rulanzwerde und Rolandswerde.

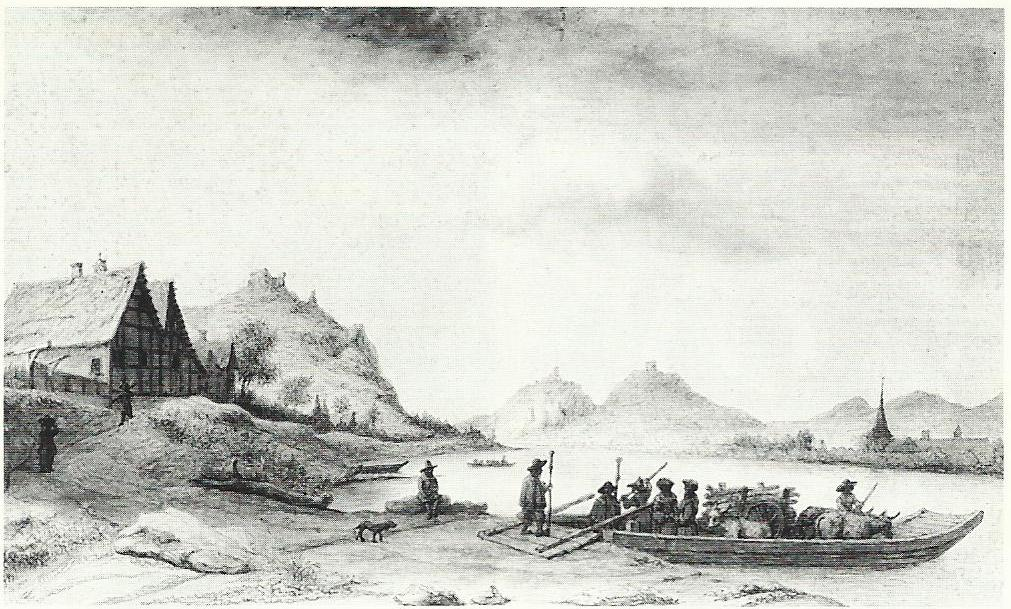
Älteste erhaltene Ansicht von Insel und Kloster (1623)

1465 schloss sich der Orden einer benediktinischen Reformbewegung, der Bursfelder Kongregation an, und das Aufsichtsrecht ging von Siegburg auf Groß St. Martin in Köln über.:3 1476 wurde das Kloster im Burgundischen Krieg, dem zur selben Zeit auch die Burg Rolandseck zum Opfer fiel, gebrandschatzt und großenteils zerstört; auch das Klosterarchiv ging verloren:55. Der Wiederaufbau unter Beibehaltung weiter Teile des Vorgängerbaus erfolgte bis zur Neuweihe der Kirche im Jahr 1481. Im Truchsessischen Krieg wurde das Kloster 1583 erneut geplündert. Die Ankunft holländischer Soldaten veranlasste die Nonnen 1620 zur Flucht nach Köln, 1632 entkamen sie auf diese Weise schwedischen Truppen. Am Ende des Dreißigjährigen Kriegs befand sich das Kloster, auch durch die permanent hohen Ausgaben für die Befestigung der Insel (starke Hochwasser 1651/1658), in einer finanziellen Notlage.:57
Im Jahr 1706 begann eine neue Ausbauphase: Bis 1710 entstanden ein neues Beichthaus sowie ein weiterer Anbau. 1730 folgte der Bau einer als Herrenhaus bezeichneten Wohnunterkunft für Ordensgeistliche; die vierflügelige Gesamtanlage, um den Kreuzgang des Klosters angelegt, wurde 1736 fertiggestellt. Am 31. Januar 1773 brannten die Klostergebäude aus der ersten Hälfte des Jahrhunderts nieder. Äbtissin Benedikta Conradt entschloss sich zum Wiederaufbau, der mit der Grundsteinlegung am 14. April 1773 begann und im Sommer 1775 mit der Weihe vollendet wurde. Er entstand nach Plänen des Koblenzer Baudirektors Nikolaus Lauxen und erfolgte zwecks Hochwasserschutz auf einem um 1,20 m erhöhten Bodenniveau.

### Säkularisation und Umwandlung in einen Gasthof

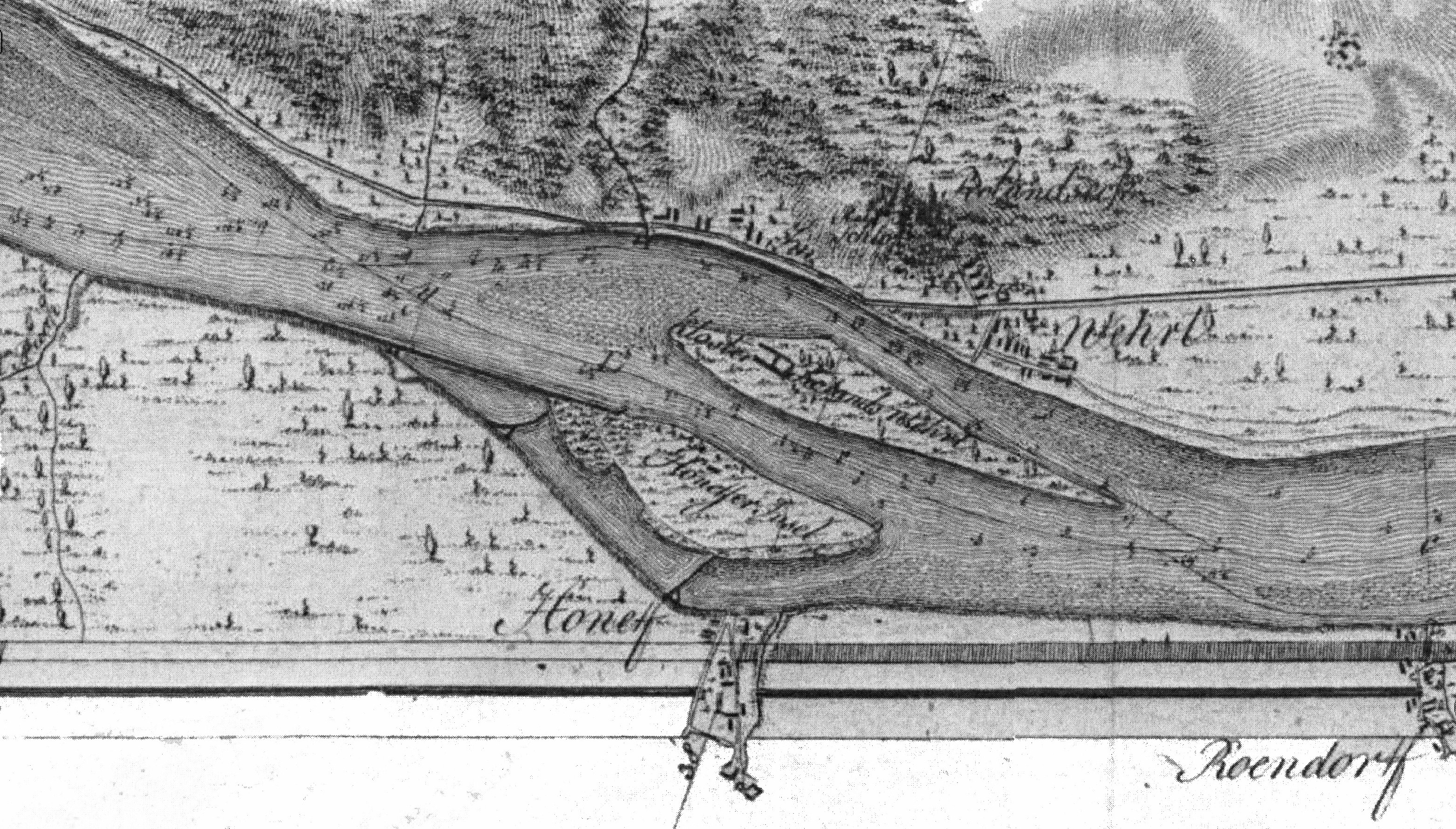
Inseln Grafenwerth und Nonnenwerth (1796)

Bis Ende des 18. Jahrhunderts gehörte das Kloster Rolandswerth zum kurkölnischen Amt Godesberg-Mehlem, 1798 wurde es unter französischer Verwaltung der Mairie Remagen zugeordnet. 1802 erfolgte im Zuge der Säkularisation auf dem linken Rheinufer die Enteignung des Klosters. Mit kaiserlicher Verfügung vom 30. Oktober 1804 wurde den Nonnen gestattet, bis zu ihrem Lebensende auf der Insel zu wohnen. 1815 kamen die Klosteranlagen in den Besitz des Königreiches Preußen und wurden 1821 an den früheren Rentmeister des Fürsten von der Leyen, Caspar Anton Sommer, versteigert, der dort einen Gasthof eröffnete.
Der Gasthof verfügte über 50 Zimmer sowie Fest- und Speisesäle. Sommer ließ umfangreiche Gartenanlagen und am Südrand der Insel einen Buchenwald anlegen. Der Gasthof war kaum rentabel, sodass der Eigentümer ihn 1826 mithilfe einer Lotterie zu verkaufen versuchte. Später wurden die Räumlichkeiten unter Einwilligung Sommers von Studenten der Universität Bonn, vermutlich für gesetzlich untersagte Mensuren, genutzt.:63 Zu den berühmtesten Gästen des Gasthofs gehörte neben dem amerikanischen Schriftsteller James Fenimore Cooper der Komponist Franz Liszt, der mit Gräfin Marie d’Agoult hier die Sommermonate der Jahre 1841 bis 1843 verbrachte. Das Stück Die Zelle in Nonnenwerth und die von Liszt zu seinem 30. Geburtstag 1841 gepflanzte „Liszt-Platane“ erinnern noch heute an seinen Aufenthalt.
Im 19. Jahrhundert setzte sich der Name Nonnenwerth, erstmals Mitte des 17. Jahrhunderts für das Kloster verwendet:3, als Bezeichnung der Insel durch.

### Das Kloster der Franziskanerinnen

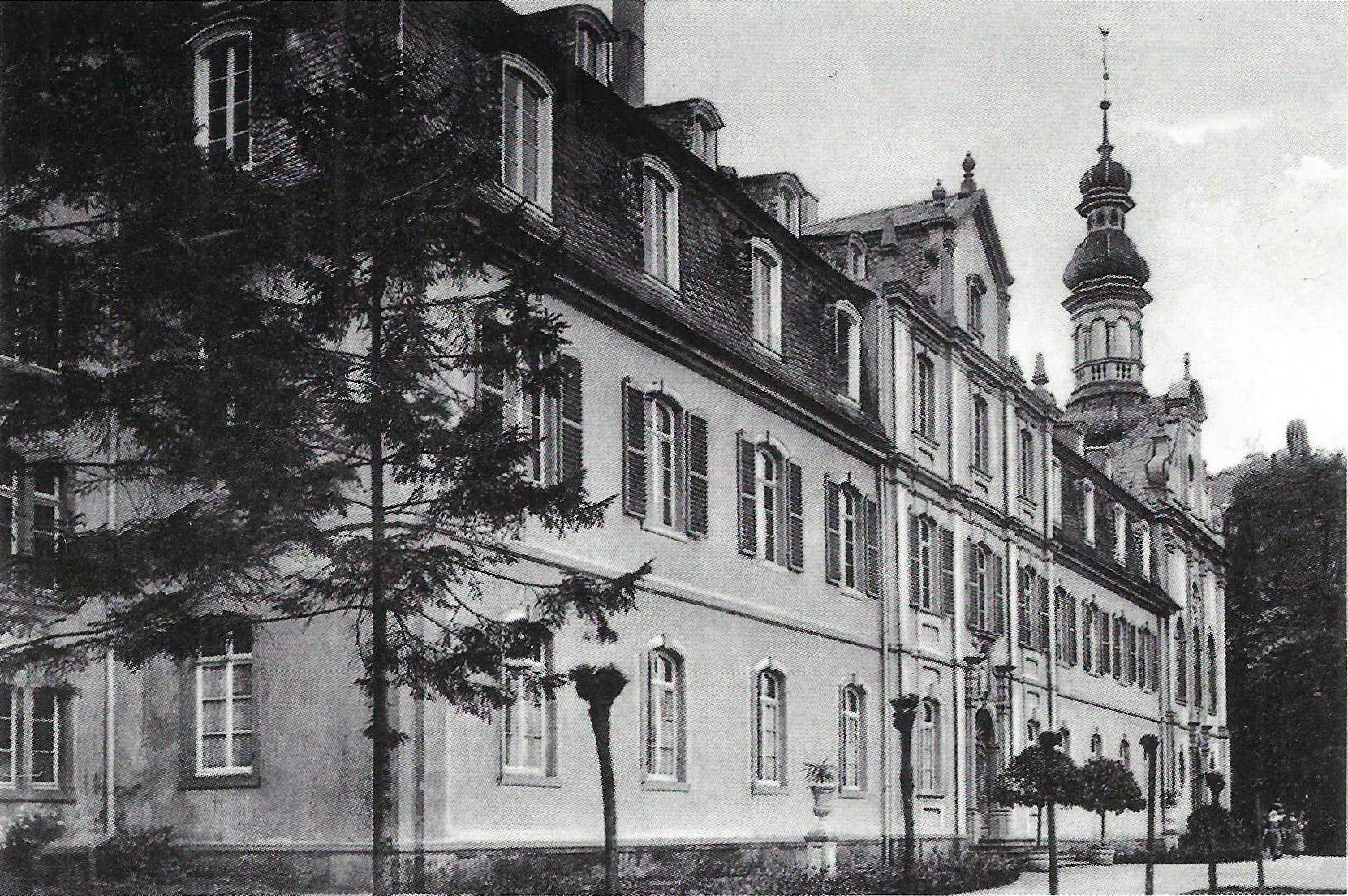
Kloster Nonnenwerth (um 1910)

Ab 1835 war Auguste von Cordier Eigentümerin der Insel. Auf ihr Betreiben wurden Haus und Insel am 8. August 1854 den Franziskanerinnen von der Buße und der christlichen Liebe im niederländischen Heythuysen übergeben, die dort das Kloster St. Clemens gründeten. Im Jahr 1843 zählte der Wohnplatz Nonnenwerth der damaligen Gemeinde Rolandswerth neben einem öffentlichen, einem Wohngebäude und drei Wirtschaftsgebäuden 15 Einwohner, bis 1885 stieg die Zahl auf 87 Einwohner. Infolge des Kulturkampfes zogen 1877 verschiedene Schwestern nach Meerssen in den Niederlanden, wo sie ein neues Kloster und Mädchenpensionat gründeten: das „Deutsche Haushaltungspensionat Marienwerth“ (1877–1954). 1900 wurde das Kloster Sitz der neugegründeten deutschen Provinz der Heythuyser Kongregation.
Während des Ersten Weltkrieges entstand auf Nonnenwerth ein Lazarett. Im Zweiten Weltkrieg wurde erneut ein Lazarett auf der Insel eingerichtet (bis 1942), in dem geistig und körperlich behinderte Mädchen und Frauen unterkamen. Auch eine Lehrerinnenbildungsanstalt hatte zwischen 1942 und 1943 auf der Insel ihren Standort, von 1943 bis 1947 zudem die evakuierte Kölner Universitäts-Kinderklinik. Spätestens in den ersten Nachkriegsjahren endete die landwirtschaftliche Nutzung des Nordteils der Insel.:12
Das Kloster St. Clemens war seit 1948 Sitz der franziskanischen Ordensprovinz Maria Immaculata. 2010 gehörten ihr 97 Schwestern an, von denen 25 in St. Clemens lebten. Das Klosterarchiv beherbergt eine Sammlung historischer Quellen, zu der unter anderem die Große Benedikterinnenchronik, das Haushaltungsbuch und die Unkeler Chronik gehören.:22 Ein offenes Klostermuseum bestand seit 1991. Ein Besuch war nur über die linksrheinische, klostereigene Personenfähre oder während der Schulzeit auch über das private Fahrgastschiff „Grafenwerth“ (vom rechtsrheinischen Grafenwerth) möglich. Mit der Schließung der Schule im Juli 2022 wurde der Fahrbetrieb eingestellt.
Mitte 2021 teilten die noch auf Nonnenwerth lebenden Schwestern mit, das Kloster und damit die Insel verlassen zu wollen. Dies geschehe unabhängig von den seinerzeit (siehe unten) geführten Diskussionen über die Zukunft der Schule, sondern habe seinen Grund in der Überalterung des Ordens und der schwindenden Mitgliederzahl. Bereits im Jahr zuvor, als der Verkauf der Insel vollzogen wurde, lag der Altersdurchschnitt der auf Nonnenwerth lebenden Schwestern bei 82 Jahren.

### Privatisierung
Zum 1. August 2020 wurde das Eigentum an der Insel an den geschäftsführenden Gesellschafter der ISR International School on the Rhine GmbH („ISR“), Peter Soliman, übergeben. Die ISR übernahm die Anteile an der „Privates Gymnasium Nonnenwerth gemeinnützige GmbH“ von den Franziskanerinnen, denen bei der Übertragung lebenslanges Wohnrecht in dem Gebäude zugesichert wurde. Weitere integrierte Institutionen und Verwaltungen sollten ebenfalls bleiben, sind aber im Sommer 2021 von der Insel gegangen, nachdem ein vom neuen Besitzer in Auftrag gegebenes Brandschutzgutachten für Unruhe sorgte. Laut dem neuen Besitzer würden, so die Angaben des Vereins zum Erhalt des Franziskus Gymnasiums Nonnenwerth, die notwendigen Brandschutzmaßnahmen 10–20 Mio. Euro kosten.
Da der neue Schulträger die von ihm angegebenen Kosten für brandschutztechnische Ertüchtigungsmaßnahmen eigenen Angaben zufolge nicht finanzieren konnte, gab er am 10. November 2021 die Schließung der Schule zum Ende des Schuljahres bekannt und sprach Kündigungen aus. Sowohl die Eltern als auch die regionalen politischen Entscheidungsträger hegten Zweifel an den vom Schulträger behaupteten Kosten und wollten die Schließung der Schule nicht hinnehmen.
Mit dem Ziel, die Trägerschaft der Schule zu übernehmen, wurde am 14. November 2021 der „Verein ‚Rettet Nonnenwerth‘“ gegründet und am nächsten Tag im Vereinsregister des Amtsgerichts Siegburg eingetragen. Das Ziel des Vereins ist es, die Schule auf der Insel in der bisherigen Form weiter zu ermöglichen und das Kulturdenkmal Nonnenwerth zu erhalten. Hierzu kann neben der Trägerschaft auch die Insel erworben werden.
Die Schule wurde Mitte Juli 2022 geschlossen. Die Ermittlungen der Staatsanwaltschaft gegen den Träger wurden im August 2022 eingestellt. Es gebe keine Hinweise darauf, dass der Eigentümer der Rheininsel beim Kauf betrogen habe, so die Staatsanwaltschaft.

## Klosteranlage

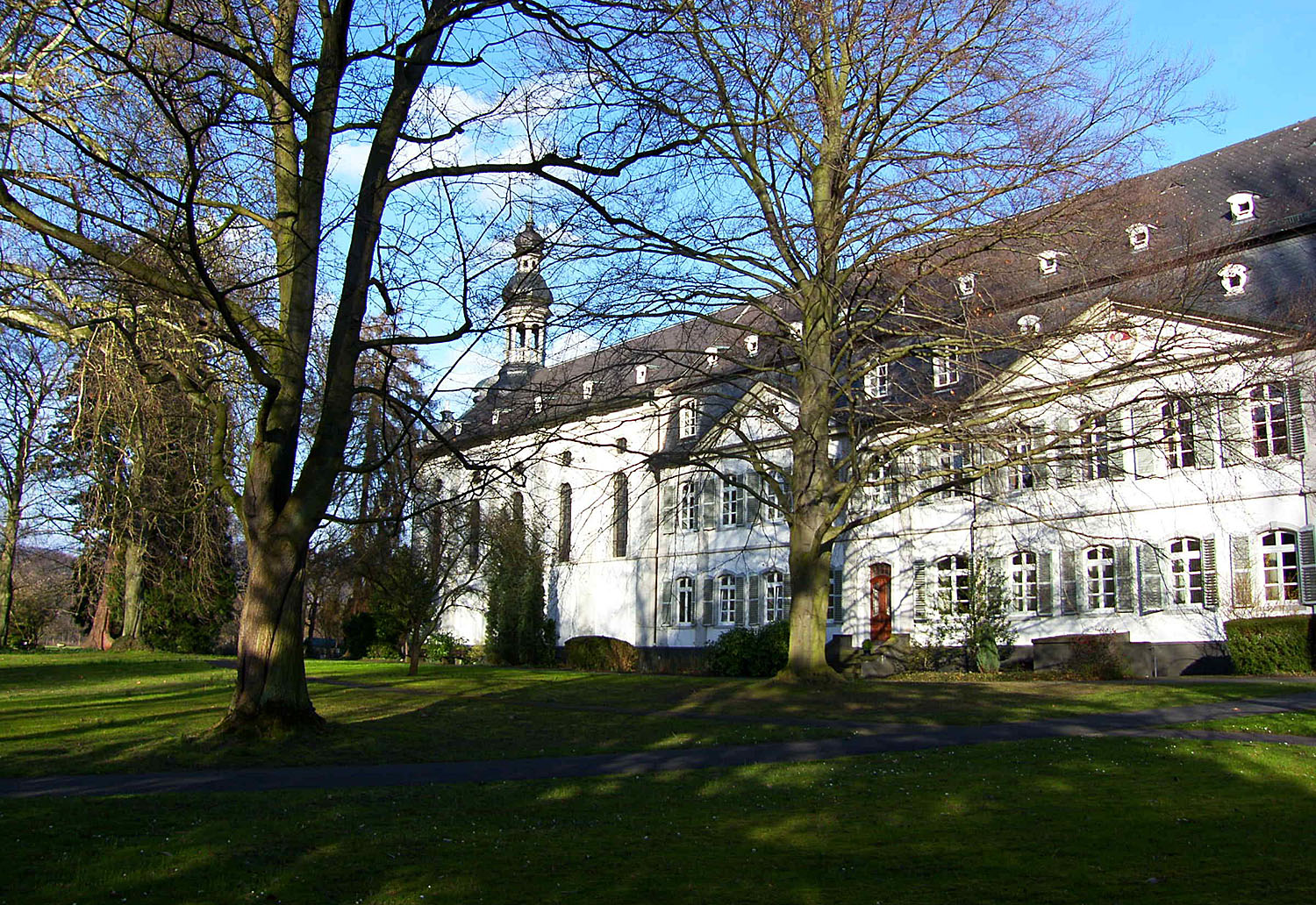
Hauptgebäude des Klosters Nonnenwerth

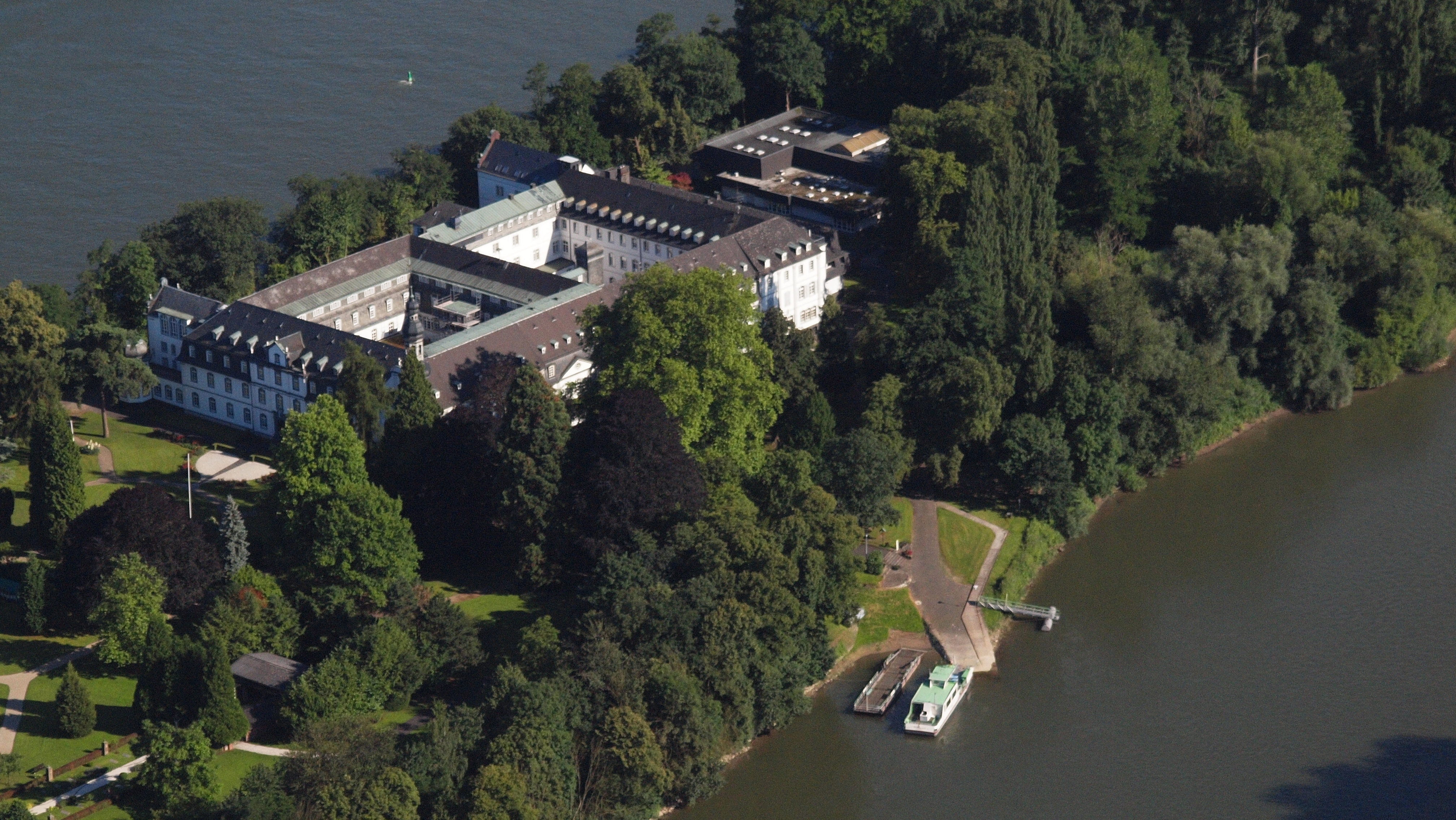
Kloster Nonnenwerth, Luftaufnahme (2012)

Die nach Plänen von Nikolaus Lauxen (1722–1791) errichteten, barocken Klostergebäude gehen auf das Jahr 1775 zurück. Um zwei quadratische Innenhöfe mit Kreuzgang gruppieren sich die fünf Trakte des zwei- bis dreigeschossigen Baus, dem ein Mansardwalmdach aufgesetzt ist. Während Fundamente, Gewände, Gesimse und Kämpfer aus Basaltlava bestehen, dienten für das verputzte Mauerwerk Schieferbruchsteine und Materialreste des niedergebrannten Vorgängerbaus als Baumaterial.:7 Aus dem Ende des 19. Jahrhunderts stammt eine rheinseitige Erweiterung des Gebäudes, aus dem Jahre 1928 ein Ecktürmchen im Nordosten. Zwischen 1904 und 1969 war der nördliche Innenhof als Turnhalle mit einer Glas-Eisen-Konstruktion überbaut.:19/20
Am nördlichen Ende des Westflügels befindet sich die Kapelle St. Clemens, eine mit Pilastern instrumentierte Saalkirche. Oberhalb eines Volutengiebels ist ihr großer, achtseitiger Dachreiter dreimal gestuft und wird von einer zierlich geschweiften Haube gekrönt. Die Frontseite der Kapelle ist dreiachsig. Der Innenraum der fünfjochigen, kreuzgewölbten Kapelle enthält eine 1953 letztmals veränderte Nonnenempore, der Altar entstand 1955 aus Resten eines Barockaltars. Dieser Umbauphase  entstammen auch die Kommunionbank sowie die im Osten des Saals angebrachten geschweiften Balkone. Die Orgel wurde 1975 durch die Firma Klais/Bonn erbaut.:15/16
Nördlich an das Klostergebäude schließt sich ein barocker Garten an, der 1865 mit einem Springbrunnen ausgestattet wurde. An seinem Rande befindet sich ein Friedhof, der nach der letzten Bestattung in der Krypta der Kapelle 1859 angelegt worden war. Die Gesamtanlage steht einschließlich des Gartenbereichs und mehrerer Wappen als Kulturdenkmal unter Denkmalschutz.

## Gymnasium Nonnenwerth

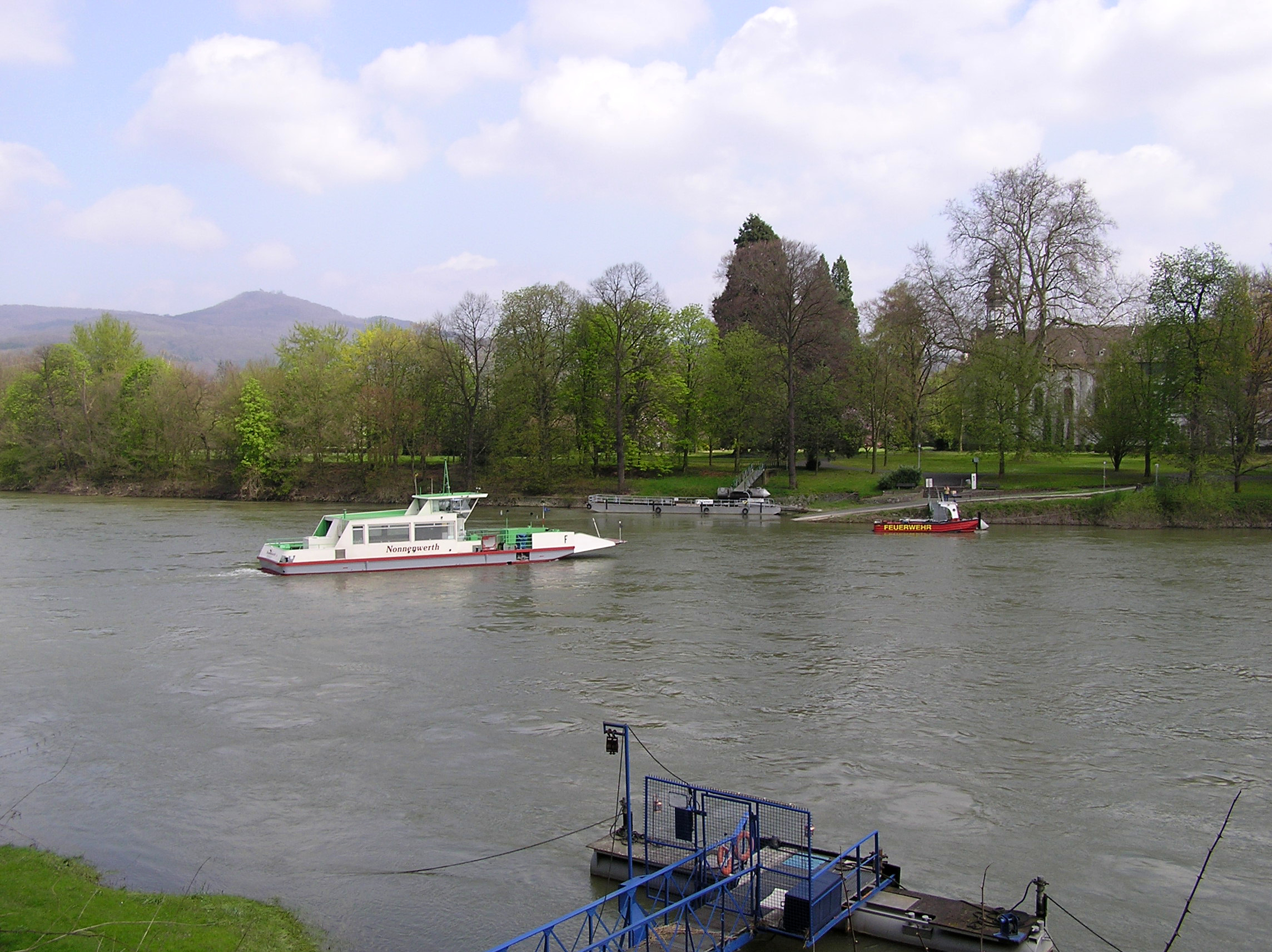
Die linksrheinische Fährverbindung zur Insel

Im Jahre 1852 erhielt das Haus die staatliche Erlaubnis zur Errichtung eines Pensionates unter der Leitung von Auguste von Cordier. 1863 beheimatete es hundert Schüler. Von 1879 bis 1889 verlegten die Schwestern aufgrund des Kulturkampfes, der ein Verbot jeglicher pädagogischen Tätigkeit nach sich zog, ihre Lehrtätigkeit in die Niederlande. 1908 wurde das Pensionat als vollberechtigtes Lyzeum staatlich anerkannt; in diesem Jahr zählte es bereits zweihundert Schüler. Im Herbst 1941 wurde die Schule von der NS-Regierung geschlossen.

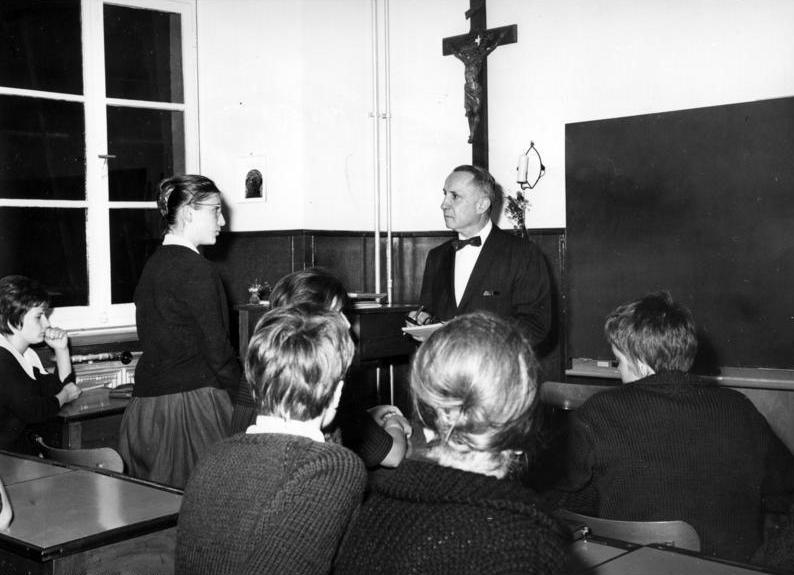
Unterricht am Gymnasium Nonnenwerth, 1961

1945 wurde die Schule wiedereröffnet. 1978 wurde das Internat geschlossen und die Koedukation, also die Aufnahme von Jungen, eingeführt. Die Schule bekam erstmals einen weltlichen Schulleiter. 1982–1985 wurde die Schule um- und ausgebaut. Sie bekam neue naturwissenschaftliche Räume, Außensportanlagen, eine neue Turnhalle. Es entstanden zusätzliche Fachräume für Musik und Kunst. Alle Klassen- und Fachräume, die Verwaltungszimmer und das Lehrerzimmer wurden renoviert. 1991 übernahm das Bistum Trier die Geschäftsleitung der Schule. Die Trägerschaft blieb bei den Nonnenwerther Franziskanerinnen von der Buße und der christlichen Liebe.
Ab 1988 fanden etwa alle zwei Jahre auf Nonnenwerth ein 24-Stunden-Lauf statt, dessen Erlöse meist an Projekte in den Ländern der dritten Welt gespendet werden. Ab dem Schuljahr 2005/2006 unterstützte das Schulwerk, dem alle Eltern freiwillig beitreten konnten, die Inselschule finanziell. Zusätzlich existiert ein Förderverein (VFFE), der überwiegend Investitionen und Sachaufwand bezuschusst. Ab dem Schuljahr 2009/2010 wurde schrittweise das achtjährige Gymnasium mit Ganztagsschule eingeführt.
Das Gymnasium Nonnenwerth war Teil des MINT-EC Netzwerkes.
Im Schuljahr 2016/17 waren von den 705 Schülern 412, also 58 %, Mädchen und 42 % Jungen. Davon waren 66 % katholisch, 37 % evangelisch und 7 % gehörten anderen Religionen an. Von den Schülern wohnten 33 % linksrheinisch und 67 % rechtsrheinisch. 70 % kamen aus Rheinland-Pfalz (überwiegend aus den Landkreisen Ahrweiler und Neuwied) und 30 % aus Nordrhein-Westfalen (überwiegend Rhein-Sieg-Kreis und Bonn).
Bedingt durch die Insellage und fehlende Brücken konnte es bei extremen Wasserständen zu Störungen des Schulbetriebs kommen, wenn die beiden schuleigenen Fähren die Schüler und Lehrer nicht mehr sicher transportieren konnten. Es kam aufgrund von Hoch- und Niedrigwasser wiederholt zu Unterrichtsausfällen.
Wegen des Mangels an Nachwuchs und des hohen Alters der Ordensschwestern wurde eine Lösung zum Erhalt der Schule gesucht. Ab dem 1. August 2020 waren die Gesellschaftsanteile der Franziskanerinnen an die Düsseldorfer ISR International School on the Rhine GmbH (ISR) des Unternehmers Peter Alexander Soliman übertragen. Durch die neuen Gesellschafter des Privat-Gymnasiums Nonnenwerth sollte zum einen die Tradition des Gymnasiums gewahrt und unter anderem die Ausstattung der Schule und die Anbindung an Hochschulen verbessert werden.
Zum Ende des Schuljahres 2021/2022 wurde die Schule nach dem Willen des Schulträgers geschlossen.
Die Nachricht von der bevorstehenden Schließung löste große Bestürzung und Widerstand bei Eltern, Schüler- und Lehrerschaft aus. Da Werbeunterlagen eines Projektentwicklers für exklusive Wohnungen im ehemaligen Kloster- und Schulgebäude auftauchten, entstand der Verdacht, der Schulträger habe überhaupt kein Interesse an der Weiterführung der Schule gehabt, sondern beabsichtigte lediglich die gewinnbringende Verwertung der Immobilie, die von ihm genannten Sanierungskosten seien viel zu hoch angesetzt gewesen. Zudem gebe es Spender, die die notwendigen Mittel für eine Weiterführung zur Verfügung stellen wollten.
Als Grund für die Schließung nannte der Schulträger vor allem Brandschutzmängel, deren Beseitigung in dem denkmalgeschützten Gebäudekomplex extrem aufwendig sei und weitere Umbauten notwendig machen würde. Die notwendigen Mittel hierfür seien nicht aufzubringen, zumal der Betrieb der Schule ohnehin jedes Jahr einen erheblichen Zuschuss erforderlich mache. Den von Elternvertretern erhobenen Vorwurf, er wolle die Gebäude in Luxuswohnungen umwandeln, wies er zurück. Die diesbezüglichen Exposés seien von einem Makler ohne sein Wissen und ohne Auftrag erstellt worden. Die aus dem Kreis von Eltern angekündigten Stifter und Unterstützer hätten ihm keine Nachweise darüber vorgelegt, dass sie über das notwendige Kapital verfügten, um den Bestand der Schule zu sichern.
Die Staatsanwaltschaft Koblenz nahm im März 2022 Ermittlungen wegen des Verdachts auf einen besonders schweren Fall von Betrug auf, nachdem der Verdacht aufkam, dass die Insel gezielt mit der Absicht der Schließung der dortigen Schule gekauft worden sei. Der Käufer habe angeblich den Verkäuferinnen versichert, die Schule weiterführen zu wollen, so dass diese ihm die Insel zu einem geringeren Preis verkauft hätten, obwohl er von vorneherein die Absicht gehabt habe, die Schule zu schließen und die Insel anderweitig zu nutzen. Darüber hinaus soll der Schulträger über einen Förderverein Spenden von Eltern entgegengenommen haben, ohne deren Verwendung nachzuweisen. Ende März teilte die Staatsanwaltschaft Koblenz jedoch mit, ersten Erkenntnissen nach habe es keine verbindliche Zusage zum Weiterbetrieb der Schule gegeben. Die Franziskanerinnen und die Angela-von-Cordier-Stiftung als Verkäuferinnen der Insel äußerten sich in einer Pressemitteilung überrascht von den Ermittlungen, sie hätten ihrerseits „Hinweise, dass in der Strafanzeige möglicherweise Falschbehauptungen enthalten sind, die überhaupt erst dazu geführt haben, dass der Sache von offizieller Seite eine solche Bedeutung beigemessen worden ist.“ Im August 2022 stellte die Staatsanwaltschaft das Verfahren ein, da es keinerlei Belege dafür gab, dass der Käufer den Erhalt der Schule garantiert hatte.
Im Mai 2022 teilte der Bürgermeister der Stadt Remagen den Schülern und Eltern mit, die Versuche, die Schule zu retten, seien gescheitert. Man habe zwar einen möglichen Träger gefunden, der Eigentümer sei aber nicht zu Gesprächen über diese Lösung bereit gewesen. Demnach werde die Schule zum Schuljahresende geschlossen.
Der Eigentümer erklärte seinerseits, er habe der Stadt Remagen und dem Landkreis bereits 2021 ein Angebot zur Übernahme unterbreitet, darauf habe er jedoch keine Antwort erhalten. Auch seien keine realistischen und finanziell tragfähigen Unterstützungs- bzw. Übernahmeangebote eingegangen. Er sei weiterhin bereit, mit der Stadt oder anderen Stellen über eine Übergabe an einen öffentlichen Träger zu verhandeln.
Am 16. Juli 2022 endete der Schulbetrieb mit Ferienbeginn, das Franziskus-Gymnasium wurde endgültig geschlossen.

### Bekannte ehemalige Schüler
- Benjamin Bidder (Journalist)
- Marcus Bornheim (Journalist)
- Daniel Buballa (Fußballspieler)
- Robert Landfermann (Jazzmusiker)
- Eva Müller (Journalistin, 1979)
- Marc Metzger (Komiker)
- Jochen Zenthöfer (Journalist)

## Nonnenwerth in der Weltliteratur
Königswinter und Nonnenwerth waren während der Rheinromantik-Reisewelle der 1830er Jahre in England beliebte Reiseziele und sind dadurch in die englische Literatur eingegangen: Königswinter und Nonnenwerth werden namentlich in dem 1847 erschienenen gesellschaftskritisch-satirischen Roman mit dem zum Sprichwort gewordenen Titel Vanity Fair (Jahrmarkt der Eitelkeit) von W. M. Thackeray genannt (Kap. LXII mit der Originalüberschrift Am Rhein).
Die Rolandssage verbindet die Insel mit dem Rolandsbogen, dem einzigen Überrest der 1475 zerstörten Burg Rolandseck, von dem aus man auf die Insel herunterblickt.